# Mediatransports
Mediatransports est une régie publicitaire spécialisée dans la communication au sein des transports publics. C'est un groupement d'intérêt économique (GIE) constitué des sociétés Metrobus, Metrobus IDF, Mediagare et SMPA (Société métropolitaine de publicité et d'affichage).

## Histoire
Metrobus est créée en 1949 par Havas et Publicis pour l'exploitation de la publicité du réseau de la Régie autonome des transports parisiens (RATP). Au fur et à mesure, Publicis possède de plus en plus de parts de la société, montant à 100 % des parts en 1997. En 2005, JCDecaux prend 33 % du capital de la société. En 2008, à la suite du gain des concessions publicitaires de la Société nationale des chemins de fer français (SNCF) et de Réseau ferré de France (RFF), est créé le GIE MediaTransports qui englobe Metrobus (qui exploite toujours la concession de la RATP et d'une cinquantaine d'autres réseaux de transports publics en France) et les sociétés exploitant les concessions SNCF et RFF (devenu SNCF Réseau) : MediaGare et MediaRail.
En 2008, Metrobus a obtenu la concession de la publicité dans les gares SNCF et sur les quais de RFF, et ce pour toute la France. La société Metrobus est liée à la RATP jusqu'en 2019. 
Depuis 2016, les audiences des écrans numériques de Mediatransports sont certifiées par le Centre d'étude des supports de publicité (CESP), ce qui permet à Mediatransports de proposer depuis 2018 une plateforme de diffusion publicitaire en temps réel aux agences média. En 2018, Mediatransports enregistre un chiffre d'affaires de 255 millions d' euros. En 2021, la RATP et SNCF Gares & Connexions reconduisent pour cinq ans leurs contrats d'exploitation d'affichage publicitaire avec Mediatransports.

## Activités
La société commercialise la location d'espaces publicitaires. Il est possible de louer un emplacement unique sur une longue période (de plusieurs mois à plusieurs années). Mais la location se fait essentiellement sur une durée d'une semaine pour un ensemble d'emplacements (jusqu'à plusieurs milliers).
Jusqu'à la fin des années 1990, seul l'affichage papier était proposé comme support. Depuis, des offres de communication événementielle comme le relooking d'une station, l'adhésivage complet d'un bus ou l'organisation d'animations sont proposés. En 2010, Mediatransports commence à déployer dans le métro parisien puis dans les gares françaises des supports numériques diffusant des publicités animées. Au 1er janvier 2019, Mediatransports gère 2 000 écrans numériques en France (800 via Metrobus et 1 200 dans les gares SNCF) et 120 000 faces publicitaires.
Metrobus exploite les emplacements publicitaires des métros de Marseille et de Rennes, ainsi que les supports publicitaires d'une cinquantaine de réseaux de bus en région parisienne (Transdev) ou en province (dont Marseille, Strasbourg, Toulouse, Rennes, Nice).

## Débats et contestations

### Opposition à la publicité
Source de revenus pour les sociétés de transport, la publicité connait de nombreuses critiques : format parfois envahissant des « opérations spéciales (ex : pelliculage entier de rames de métro), techniques élaborées de persuasion[Lesquelles ?], suspicions de mécanismes d'eye-tracking installés dans les écrans numériques[réf. nécessaire].
Certaines associations antipub organisent des opérations de taggage des affiches. MediaTransports a ainsi porté plainte contre l'hébergeur de sites Internet Ouvaton, afin d'obtenir l'identité des créateurs du site internet Stopub encourageant la dégradation d'affiches. Ouvaton a dû donner les informations qu'il possédait, mais n'a pas eu d'amende. L'identité fournie par le créateur du site s'est révélée fausse et le site s'est aussitôt dupliqué sur de multiples serveurs,.

### Publicités refusées
Si les débats relatifs à l'existence même de la publicité dépassent largement le cadre de Mediatransports, certaines critiques fusent contre des décisions mêmes de la régie. Celle-ci a plusieurs fois refusé d'afficher des visuels publicitaires, au nom de son droit de réserve.
Ces refus, autrefois inaperçus, trouvent aujourd'hui Internet comme caisse de résonance. Chacun d'entre eux provoque alors un débat parfois relayé par la presse « traditionnelle ». Citons par exemple :
- le refus d'une publicité montrant deux hommes en train de s'embrasser avec l'accroche « ça change quoi pour vous, parce que pour [eux] c'est important »[8]. Cette décision provoque l'indignation des associations de défense des droits des personnes LGBT+ et le dépôt d'une plainte de la part de la Haute Autorité de lutte contre les discriminations et pour l'égalité (HALDE). Un second visuel avec des étreintes et un regard langoureux sera accepté.
- le refus d'une publicité de Télérama : « Dimanche 15 janvier. Vivement dimanche. Nicolas Sarkozy devrait faire attention. C’est déjà la troisième fois qu’il invite Michel Drucker dans son émission »[9].
- La une du magazine Têtu où Bilal Hassani prend une pose à caractère religieux. La société a expliqué que « Dans nos contrats avec les opérateurs de transports [...], il nous est impossible d’afficher des visuels où sont présentes des références religieuses »[10].

Définis par certains comme une atteinte à la liberté d'expression et comparés à de la censure, Mediatransports se défend en précisant « [qu'ils sont] tenus à une neutralité dans le cadre de notre convention avec la RATP et il [lui] est interdit de faire quelque communication à caractère politique que ce soit »[source insuffisante].
En octobre 2024, Mediatransports refuse de diffuser la publicité pour le livre du président du Rassemblement national Jordan Bardella, intitulé Ce que je cherche. Des syndicats de la SNCF, SUD-Rail Fédération, Solidaires de la régie de transport francilien, avaient estimé qu’une campagne de publicité « au service d’un parti politique d’extrême droite » n’avait pas sa place dans les gares et menacé de se mobiliser « par tous les moyens contre l’extrême droite ». Mediatransports souligne que cet affichage ne sera installé dans les gares SNCF et sur le Réseau RATP car l'affichage contrevient aux principes de neutralité du service public. En avril 2025, le tribunal des activités économiques conclut à une « inexécution fautive du contrat » de la part de Mediatransports. Le tribunal déboute néanmoins Hachette Livre, maison mère de l'éditeur, de sa demande d’exécution de la campagne sous peine d’amende.

### Images retouchées
MediaTransports s'est distingué en avril 2009 en remplaçant, sur les affiches consacrées à l'exposition Jacques Tati, la célèbre pipe de Monsieur Hulot par un moulin à vent, au nom du respect de la loi Évin, alors qu'il s'agissait d'une image du film Mon oncle. Claude Évin lui-même a qualifié cette décision de « ridicule »,.

### Condamnations
À la suite d'une campagne de protestation, relayée par la maire de Paris Anne Hidalgo, Médiatransports décide le 2 janvier 2020 de supprimer des affiches de l'association Alliance VITA dans plusieurs gares parisiennes. Selon la société, cette campagne d'affichage enfreint le « devoir de neutralité » dans des lieux de service public. Saisi en référé, le tribunal judiciaire de Paris rejette l'argument de neutralité et condamne, le 4 janvier 2020, Médiatransports à reprendre l'affichage sans délai, sous peine d'une astreinte journalière de 10 000 euros. Selon Erwan Le Morhedec, Mediatransports refuserait toutefois d’exécuter cette décision de justice. Le 6 mars 2020, la société Mediatransports est déboutée par la cour d'appel de Paris et condamnée aux dépens.